# Dochtercel
Een dochtercel is de helft van een door mitose of binaire deling gedeelde moedercel. Bij een gewone celdeling zijn beide dochtercellen in principe genetisch identiek aan elkaar. In de moedercel is het DNA verdubbeld in de S-fase van de celcyclus. Tijdens de mitose ontvangt elke dochtercel een kopie van elk chromosoom. 
De bekendste uitzondering vormt de meiose of reductiedeling bij eukaryoten. De meiose beslaat twee rondes van celdelingen en levert uiteindelijk vier genetisch verschillende dochterkernen op. Dit wil zeggen dat de dochtercellen bij een reductiedeling niet noodzakelijkerwijs hetzelfde genotype hebben.
Ook bij ciliaten of trilhaardiertjes zijn beide dochtercellen waarschijnlijk niet genetisch identiek. Deze eencelligen hebben twee typen celkernen, waarvan de grootste (de macronucleus) zo veel chromosomen en zo veel kopieën van elk chromosoom bevat, dat er geen gewone mitose plaatsvindt. Deze deling wordt amitose genoemd en waarschijnlijk worden de chromosomen hierbij willekeurig over beide dochtercellen verdeeld. In het andere kerntype (de micronucleus) vindt wel een gewone mitose plaats.
Bacteriën delen zich door knopvorming of door binaire deling, waarbij er in principe twee identieke dochtercellen worden gevormd.